# Communauté de communes du Liancourtois
Die Communauté de communes du Liancourtois ist ein französischer Gemeindeverband mit der Rechtsform einer Communauté de communes im Département Oise in der Region Hauts-de-France. Sie wurde am 14. Februar 1963 gegründet und umfasst zehn Gemeinden. Der Verwaltungssitz befindet sich im Ort Laigneville.

## Mitgliedsgemeinden
| Gemeinde                               | Einwohner 1. Januar 2022 | Fläche km² | Dichte Einw./km² | Code INSEE | Postleitzahl |
| -------------------------------------- | ------------------------ | ---------- | ---------------- | ---------- | ------------ |
| Bailleval                              | 1.477                    | 8,01       | 184              | 60042      | 60140        |
| Cauffry                                | 2.669                    | 4,74       | 563              | 60134      | 60290        |
| Labruyère                              | 699                      | 2,41       | 290              | 60332      | 60140        |
| Laigneville                            | 4.846                    | 8,53       | 568              | 60342      | 60290        |
| Liancourt                              | 6.884                    | 4,75       | 1.449            | 60360      | 60140        |
| Mogneville                             | 1.495                    | 3,91       | 382              | 60404      | 60140        |
| Monchy-Saint-Éloi                      | 2.161                    | 3,88       | 557              | 60409      | 60290        |
| Rantigny                               | 2.538                    | 4,16       | 610              | 60524      | 60290        |
| Rosoy                                  | 622                      | 4,95       | 126              | 60547      | 60140        |
| Verderonne                             | 487                      | 3,33       | 146              | 60669      | 60140        |
| Communauté de communes du Liancourtois | 23.878                   | 48,67      | 491              | –          | –            |